# 真武山隧道
真武山隧道全称渝黔高速公路重庆绕城高速二环线真武山隧道。该隧道位于渝黔高速起点，重庆市南岸区内环高架江南入口处东1.5KM处，隧道连接内环高架与绕城高速二环线，为重庆内环高速重点控制工程，于1999年完工。共有4组隧道，共八座隧道，双向6车道，总长度为4475米。其中，1、2号隧道之间的敞空部分的地名叫龙井湾，后于2003年修建了一个双向互通式立交出口，通往南山陪都遗址，距离两个隧道进出口有110米，到南山风景区上的高差也在300米，相当于80层高楼。
Template:重庆桥隧